# Liancalus benedictus
Liancalus benedictus är en tvåvingeart som beskrevs av Becker 1922. Liancalus benedictus ingår i släktet Liancalus och familjen styltflugor.
Artens utbredningsområde är Taiwan. Inga underarter finns listade i Catalogue of Life.